# Dirk Frimout
Dirk Frimout (Poperinge, 21 marzo 1941) è un ex astronauta e astrofisico belga.
Fu il primo belga ad andare nello spazio.